# Mercedes Pacheco
Pour les articles homonymes, voir Pacheco.
Mercedes Pacheco del Barrio (née le 29 mai 1978 à Madrid) est une gymnaste artistique espagnole.

## Carrière
Mercedes Pacheco participe aux Championnats du monde de gymnastique artistique en individuel en 1993, en individuel et par équipe en 1994 et par équipe en 1995 sans se qualifier. 
Aux Jeux méditerranéens de 1993, elle est médaillée d'or par équipe et à la poutre et médaillée d'argent aux barres asymétriques. Elle remporte la médaille de bronze des barres asymétriques aux Championnats d'Europe de gymnastique artistique féminine 1994. 
Elle fait partie de la délégation espagnole des Jeux olympiques d'été de 1996, terminant septième par équipe et 27e au concours général individuel.